# Dr. Jekyll and Mr. Hyde (film 2002 Phillips)
Dr. Jekyll e Mr. Hyde è un film del 2002 diretto da Maurice Phillips, basato sull'omonimo romanzo di Robert Louis Stevenson.

## Trama
Inghilterra, fine del XIX secolo. A tarda sera, l'avvocato John Utterson accorre con urgenza nella casa di un suo amico, il dottor Henry Jekyll. Nella stanza si trova il cadavere della giovane Mabel Mercer con la gola tagliata. Il suo padrone - il dottore - viene trovato morto nel suo laboratorio e con la camicia insanguinata. Ci sono appunti nelle mani del dottore morto che Utterson prende e rivela loro l'intera terribile verità sulla connessione Jekyll e Mr. Hyde.
Il sogno di Jekyll era di far progredire l'umanità sui passi dell'evoluzione usando una sostanza chimica per incapsulare il male della mente umana. Dopo aver respinto la sua richiesta per un soggetto umano, il pannello della scuola di medicina offre il suo buon amico, Sir Danvers Carew, che desidera essere eletto in parlamento alle prossime elezioni. Sir Carew, che ha già portato la giovane Mabel come cameriera a casa di Jekyll per motivi di pubblicità, lascia che i suoi parenti giochino. Infatti, un certo "Edward Hyde", che vive in un'istituzione per malati di mente si è offerto volontario come cavia. Ma anche qui Jekyll ha trovato un'amara delusione: Hyde è morto per suicidio, prima ancora di vederlo e sottoporlo al test. Stanco di aspettare, nasconde la morte del suo nuovo assistente e gli ordina di preparare una stanza. Segretamente, Jekyll si inietta il siero di sua volontà e poi perde conoscenza.
Mentre riprende conoscenza ore dopo, si accorge che l'elegante redingote, il cappello a cilindro e il bastone da passeggio sono nell'angolo e ha ricordi indistinti e onirici di sfrenata dissolutezza sessuale. Jekyll cerca di arrivare fino in fondo e si inietta nuovamente il siero la sera successiva; sotto l'effetto del composto incontra Sarah - la figlia di Sir Carew - e la violenta brutalmente.
La mattina dopo, non ricorda più nulla, ma ha di nuovo ispirazioni oniriche. Si condensano con una visita di Sir Carew mentre gli parla del crimine. Chiede a Jekyll assistenza medica per sua figlia, senza sospettare che sia seduto di fronte al perpetratore. Jekyll è sollevato nel sentire da Sir Carew che non intende intervenire con la polizia, poiché teme che un tale scandalo minacci la sua posizione.
Jekyll ha paura e continua il suo esperimento in quanto questa perdita assoluta delle sue barriere morali e l'estatica intossicazione sono completamente prive di convenzioni sociali, tentandolo. Prende il siero ancora e ancora e si fa chiamare per le sue incursioni nei bordelli di Londra, Edward Hyde. Jekyll non si ferma nemmeno quando Ned, il suo messaggero, inizia a ricattarlo, perché sa della morte del vero Hyde. Quando Ned va avanti con le sue richieste, Jekyll improvvisamente torna in sé e quando arriva, è inorridito dal cadavere smembrato del ragazzo, che seppellisce per panico nel cortile sul retro.
Le cose cominciano a far scivolare Jekyll sempre di più, ha sempre più blackout e deve quindi apprendere sul giornale di sempre nuovi oltraggi del suo alter ego. La sua reputazione si scuote sempre di più quando inizia a riconoscerlo nei distretti dell'intrattenimento. Infine, Sir Carew lo affronta con l'abuso di sua figlia e Jekyll può solo impedirgli di intraprendere azioni legali con l'argomento delle prossime elezioni.
Quando Hyde scoppia di nuovo e inizia una discussione con Sir Carew, la situazione si aggrava mentre Hyde umilia il vecchio e alla fine colpisce il suo cranio con il suo bastone da passeggio, uccidendolo.
Lo stato mentale di Jekyll diventa sempre più instabile, facendo conversazioni con il suo ego malvagio; Hyde si sta rafforzando e lotta per la supremazia nell'anima di Jekyll. Mabel, la giovane cameriera di Jekyll, ha pietà del suo padrone e offre il suo aiuto. Crede che Dio sia pronto a perdonarlo, perché finché vive, può tornare sulla retta via. L'ha quasi fatto, ma dopo un altro errore mentale, deve rendersi conto di averle tagliato la gola con il coltello del chirurgo. Afflitto dalla sua disperazione e dalla sua coscienza, si precipita nel suo laboratorio per uccidersi con il veleno, sperando di distruggere anche Hyde. Con forze in rapido calo, riesce a scrivere la sua storia fino a quando non crolla morto nella sua sedia, dove viene finalmente trovato dal suo vecchio amico Utterson.